# Bombinatoridae
Bombinatoridae Gray, 1825 è una famiglia di anfibi anuri, diffusa in Europa e Asia.

## Tassonomia
Comprende due generi, per un totale di 9 specie; queste forme venivano in passato attribuite alla famiglia Discoglossidae:
- Barbourula Taylor & Noble, 1924 (2 sp.)
  - Barbourula busuangensis Taylor and Noble, 1924
  - Barbourula kalimantanensis Iskandar, 1978
- Bombina Oken, 1816 (6 sp.)
  - Bombina bombina (Linnaeus, 1761)
  - Bombina fortinuptialis Hu and Wu, 1978
  - Bombina maxima (Boulenger, 1905)
  - Bombina microdeladigitora Liu, Hu, and Wang, 1960
  - Bombina orientalis (Boulenger, 1890)
  - Bombina pachypus (Bonaparte, 1838)
  - Bombina variegata (Linnaeus, 1758)

## Distribuzione e habitat

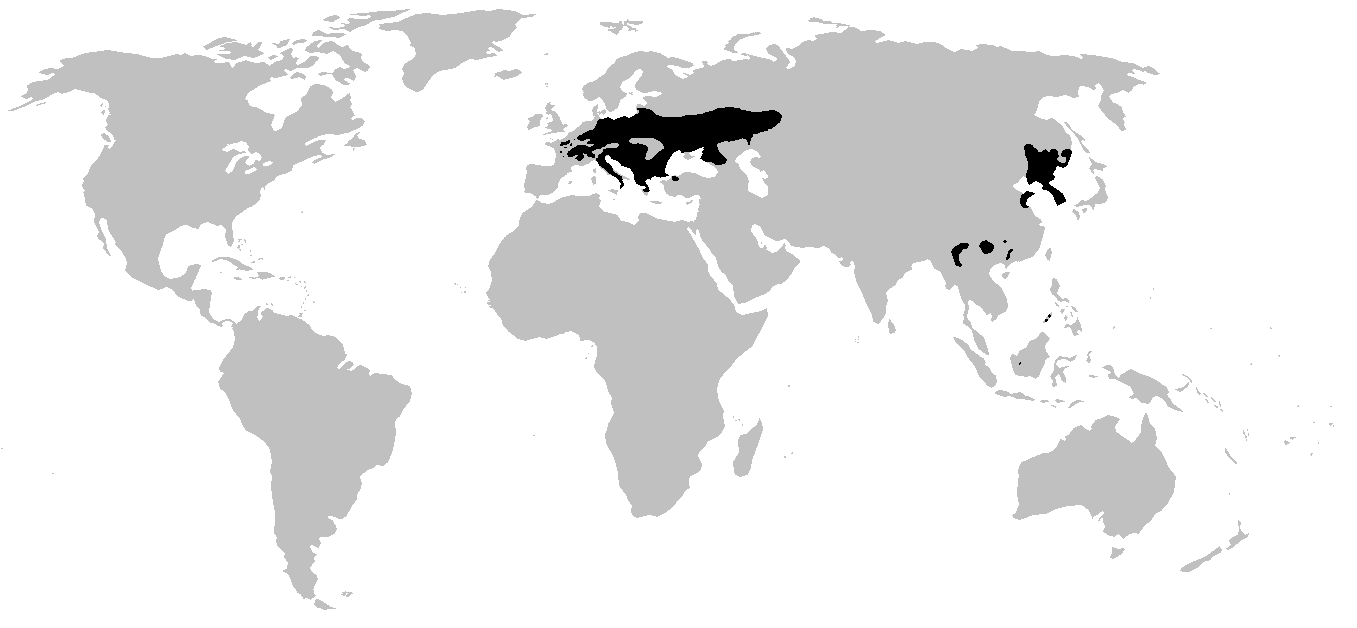
Areale